# Timiaouine
Timiaouine (ou Timéiaouine, Timéiawine) est une commune de la wilaya de Bordj Badji Mokhtar  en Algérie, située à l'extrême sud de l'Algérie dans le Sahara algérien, à l'est du désert du Tanezrouft et à proximité de la frontière malienne.

## Géographie

### Situation
Le territoire de la commune de Timiaouine se situe au sud-est de la wilaya d'Adrar, dans l’extrême sud de l'Algérie.
La ville de Timiaouine est située à vol d'oiseau à :
- 130 km au sud-est de Bordj Badji Mokhtar ;
- 465 km au sud-ouest de Tamanrasset ;
- 850 km au sud-est d'Adrar ;
- 1 820 km au sud d'Alger.

|                     | Abalessa (Wilaya de Tamanrasset) |                                     |
| Bordj Badji Mokhtar | Timiaouine                       | Tin Zaouatine (Wilaya d'In Guezzam) |
|                     | ? (Mali)                         |                                     |

### Lieux-dits, quartiers et hameaux
En 1984, la commune de Timiaouine est constituée à partir d'une seule localité: Timiaouine.

## Toponymie
En berbère, Timiaouine signifie "les vides" (féminin pluriel).

## Histoire

### Époque coloniale française
En 1904, la France envoie deux colonnes pour prendre possession du dernier grand vide dans le Sahara central, l'Adrar des Ifoghas. L'une, part de Tamanrasset, au nord, commandée par le général Laperrine, l'autre de Tombouctou, au sud, commandée par le lieutenant Théveniaud. Elles se rencontrent le 16 avril 1904 aux puits de Timiaouine.

## Santé
Les consultations spécialisées ainsi que les hospitalisations des habitants de cette commune se font dans l'un des hôpitaux de la wilaya d'Adrar:
- Hôpital Ibn Sina d'Adrar[4].
- Hôpital Mohamed Hachemi de Timimoun[5].
- Hôpital de Reggane.
- Hôpital Noureddine Sahraoui d'Aoulef[6].
- Hôpital de Bordj Badji Mokhtar[7].
- Hôpital de Zaouiet Kounta.
- Pôle hospitalier de Tililane[8].
  - Hôpital général de 240 lits[9].
  - Hôpital gériatrique de 120 lits.
  - Hôpital psychiatrique de 120 lits.
  - Centre anti-cancer de 120 lits.